# George Lusztig
George Lusztig (Timișoara, 20 maggio 1946) è un matematico romeno, professore al Massachusetts Institute of Technology.

## Biografia
Dopo essersi laureato nel 1968 in Romania all'Università di Bucarest, consegue il dottorato presso l'Institute for Advanced Study a Princeton, dove lavora per due anni con Michael Atiyah. I suoi primi studi vertevano sulla teoria degli indici degli operatori ellittici, argomento che fece da tema alla sua tesi di dottorato, scritta sotto la supervisione di William Browder.
Successivamente, nel 1974 Lusztig lavora all'Università di Warwick per poi accettare, nel 1978, una cattedra al MIT.
È conosciuto per il suo lavoro sulla rappresentazioni dei gruppi, in particolare per i gruppi algebrici. Questo introdusse nuovi concetti, come la varietà di Lusztig-Deligne e i polinomi di Kazhdan–Lusztig.
Nel 1992 viene eletto membro della National Academy of Science. Nel 2014 vince il Premio Shaw mentre nel febbraio 2022 ha ricevuto il Premio Wolf.

## Riconoscimenti
- 1985 Premio Cole
- 2008 Premio Steele
- 2014 Premio Shaw
- 2022 Premio Wolf per la matematica